# Lil Dagover
Lil Dagover, eg. Maria Antonia Siegelinde Martha Lilitt Seubert (född 30 september 1887 i Modiun på Java, Holländska Ostindien, död 24 januari 1980 i München, Västtyskland), var en tysk skådespelare. Dagover medverkade under åren 1916 till 1979 i ett hundratal filmer. 1962 tilldelades hon hederspriset Filmband in Gold för sin långa karriär.

## Filmografi i urval
- 1920 – Dr. Caligaris kabinett
- 1921 – Den obesegrade döden
- 1927 – Bara en danserska
- 1927 – Hans engelska fru
- 1931 – Wien dansar och ler
- 1940 – Friedrich Schiller – Der Triumph eines Genies
- 1942 – Kleine Residenz
- 1959 – Buddenbrooks – en familjs ära och förfall
- 1979 – En kärleksvals i Wien